# Gran Premio motociclistico del Qatar 2008
Il Gran Premio motociclistico del Qatar 2008 corso il 9 marzo, è stato il primo Gran Premio della stagione 2008, nonché il primo in assoluto ad essere disputato in notturna e sotto la luce artificiale. Proprio su queste novità alcuni piloti sollevarono problematiche inerenti alle ombre multiple e alle basse temperature.

## MotoGP

### Qualifiche
Le tre Yamaha YZR-M1 gommate Michelin ottengono la prima fila; tra di esse, due sono pilotate da debuttanti in MotoGP: Lorenzo e Toseland. Rossi con le Bridgestone si qualifica settimo; Stoner (anche lui con Bridgestone), parte in quarta posizione. L'altro ducatista, Melandri, si qualifica sedicesimo.
| Pos | Pilota           | Moto     | Tempo    |
| --- | ---------------- | -------- | -------- |
| 1.  | Jorge Lorenzo    | Yamaha   | 1:53.927 |
| 2.  | James Toseland   | Yamaha   | 1:54.182 |
| 3.  | Colin Edwards    | Yamaha   | 1:54.499 |
| 4.  | Casey Stoner     | Ducati   | 1:54.733 |
| 5.  | Randy de Puniet  | Honda    | 1:54.818 |
| 6.  | Nicky Hayden     | Honda    | 1:54.860 |
| 7.  | Valentino Rossi  | Yamaha   | 1:55.133 |
| 8.  | Daniel Pedrosa   | Honda    | 1:55.170 |
| 9.  | Andrea Dovizioso | Honda    | 1:55.185 |
| 10. | John Hopkins     | Kawasaki | 1:55.263 |
| 11. | Chris Vermeulen  | Suzuki   | 1:55.540 |
| 12. | Alex De Angelis  | Honda    | 1:55.692 |
| 13. | Loris Capirossi  | Suzuki   | 1:56.070 |
| 14. | Toni Elías       | Ducati   | 1:56.251 |
| 15. | Shin'ya Nakano   | Honda    | 1:56.434 |
| 16. | Marco Melandri   | Ducati   | 1:56.730 |
| 17. | Sylvain Guintoli | Ducati   | 1:57.198 |
| 18. | Anthony West     | Kawasaki | 1:57.445 |

### Gara

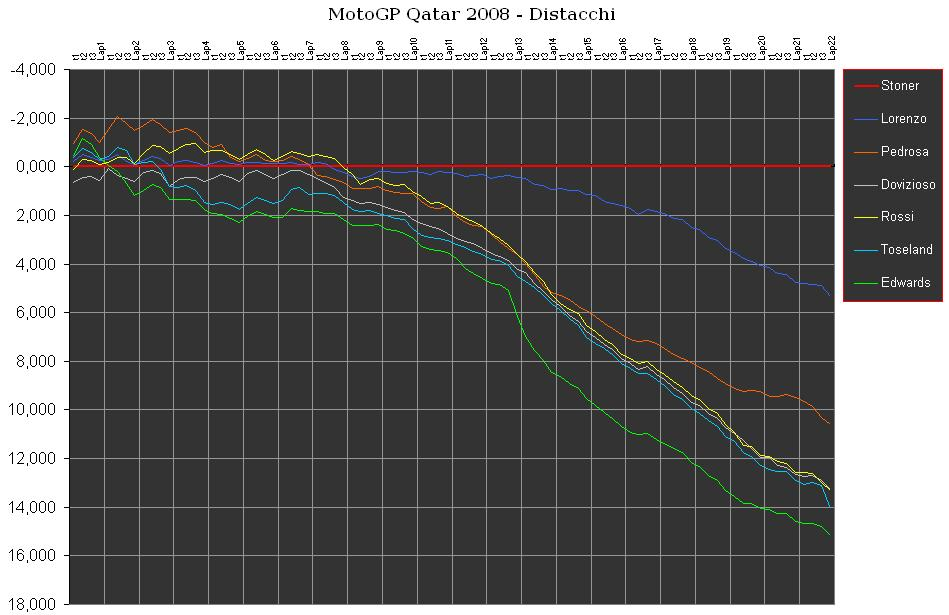
Distacchi - Il grafico rappresenta, settore dopo settore, il distacco (in secondi) tra i primi 7 classificati della gara

La gara inizia con Daniel Pedrosa che ha condotto i primi 4 giri, sopravanzato in seguito da Valentino Rossi per altri 3 giri, poi a prendere la testa all'ottavo giro ed a vincere è stata la Ducati Desmosedici di Casey Stoner. Alle sue spalle si è classificato un debuttante in questa classe, lo spagnolo Jorge Lorenzo su Yamaha.
Pedrosa parte bene ed arriva per primo alla prima curva, rimane in testa fino a quando Rossi lo passa al quinto giro. Nel mentre Stoner rimane un po' indietro; all'ottavo giro si posiziona dietro a Rossi e lo supera, rimanendo davanti a tutti fino alla fine.

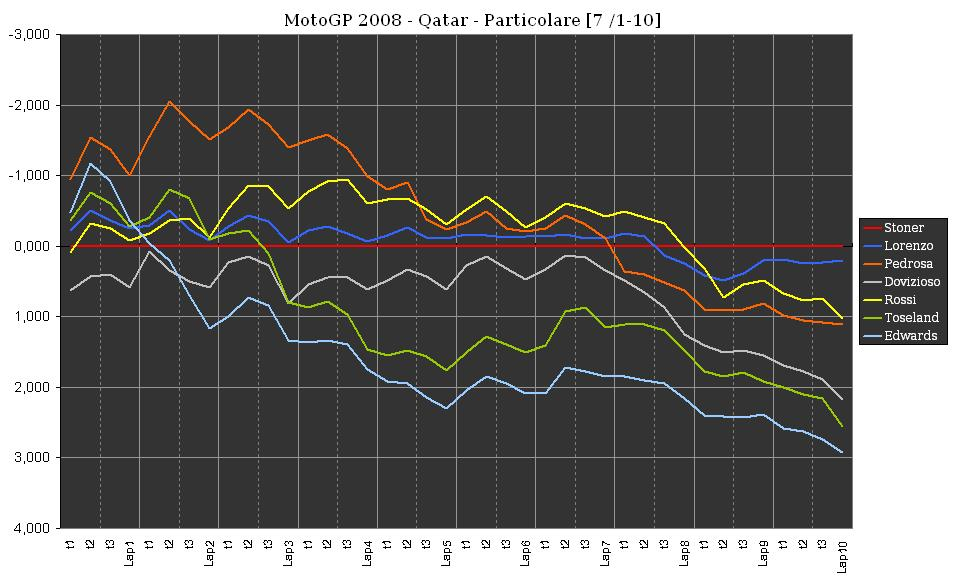
Distacchi - Dettaglio dei primi 10 giri

Lorenzo guadagna definitivamente la seconda posizione al nono giro su Rossi, mentre Pedrosa e Rossi si contendono l'ultimo gradino del podio. Al quattordicesimo giro Dovizioso si avvicina a Rossi, dando vita, nell'ultimo giro, ad una "bagarre" con il pluricampione, superandolo di pochi millesimi di secondo sul traguardo.
Grafico dei distacchi (dettaglio dei primi 10 giri) - 
Nei primi 3 giri (separati ognuno in 2 parti dalla linea verticale tratteggiata) si può notare quanto Pedrosa sia più veloce di Stoner nel secondo intertempo (t2), durante il quale aumenta il distacco di circa mezzo secondo.
Si può osservare il momento in cui, alla fine del secondo giro, Pedrosa distacca di circa 1.5 secondi il quartetto formato da Toseland, Rossi, Lorenzo e Stoner (questi 4 sono vicinissimi tra loro).
Proseguendo si vede come Rossi parte all'inseguimento di Pedrosa e lo raggiunge a metà del quinto giro, per poi diminuire il distacco da Stoner che lo supera alla fine dell'ottavo giro. Successivamente Lorenzo supera Rossi e si avvicina a Stoner.

#### Arrivati al traguardo
| Pos | Nº | Pilota           | Squadra                 | Motocicletta       | Giri | Tempo     | Griglia | Punti |
| --- | -- | ---------------- | ----------------------- | ------------------ | ---- | --------- | ------- | ----- |
| 1   | 1  | Casey Stoner     | Ducati Marlboro         | Ducati Desmosedici | 22   | 42:36.587 | 4       | 25    |
| 2   | 48 | Jorge Lorenzo    | Fiat Yamaha             | Yamaha YZR-M1      | 22   | +5.323    | 1       | 20    |
| 3   | 2  | Daniel Pedrosa   | Repsol Honda            | Honda RC212V       | 22   | +10.600   | 8       | 16    |
| 4   | 4  | Andrea Dovizioso | JiR Team Scot           | Honda RC212V       | 22   | +13.288   | 9       | 13    |
| 5   | 46 | Valentino Rossi  | Fiat Yamaha             | Yamaha YZR-M1      | 22   | +13.305   | 7       | 11    |
| 6   | 52 | James Toseland   | Tech 3 Yamaha           | Yamaha YZR-M1      | 22   | +14.040   | 2       | 10    |
| 7   | 5  | Colin Edwards    | Tech 3 Yamaha           | Yamaha YZR-M1      | 22   | +15.150   | 3       | 9     |
| 8   | 65 | Loris Capirossi  | Rizla Suzuki            | Suzuki GSV-R       | 22   | +32.505   | 13      | 8     |
| 9   | 14 | Randy de Puniet  | LCR Honda               | Honda RC212V       | 22   | +33.003   | 5       | 7     |
| 10  | 69 | Nicky Hayden     | Repsol Honda            | Honda RC212V       | 22   | +38.354   | 6       | 6     |
| 11  | 33 | Marco Melandri   | Ducati Marlboro         | Ducati Desmosedici | 22   | +44.284   | 16      | 5     |
| 12  | 21 | John Hopkins     | Kawasaki Racing         | Kawasaki ZX-RR     | 22   | +49.857   | 10      | 4     |
| 13  | 56 | Shin'ya Nakano   | San Carlo Honda Gresini | Honda RC212V       | 22   | +49.871   | 15      | 3     |
| 14  | 24 | Toni Elías       | Alice Team              | Ducati Desmosedici | 22   | +58.532   | 14      | 2     |
| 15  | 50 | Sylvain Guintoli | Alice Team              | Ducati Desmosedici | 22   | +58.930   | 17      | 1     |
| 16  | 13 | Anthony West     | Kawasaki Racing         | Kawasaki ZX-RR     | 22   | +1:05.643 | 18      |       |
| 17  | 7  | Chris Vermeulen  | Rizla Suzuki            | Suzuki GSV-R       | 21   | +1 giro   | 11      |       |

#### Ritirato
| Nº | Pilota          | Squadra                 | Motocicletta | Giri | Griglia |
| -- | --------------- | ----------------------- | ------------ | ---- | ------- |
| 15 | Alex De Angelis | San Carlo Honda Gresini | Honda RC212V | 16   | 12      |

## Classe 250

### Arrivati al traguardo
| Pos | Nº | Pilota              | Squadra                    | Motocicletta | Giri | Tempo     | Griglia | Punti |
| --- | -- | ------------------- | -------------------------- | ------------ | ---- | --------- | ------- | ----- |
| 1   | 75 | Mattia Pasini       | Polaris World              | Aprilia      | 20   | 40:16.202 | 5       | 25    |
| 2   | 21 | Héctor Barberá      | Toth Aprilia               | Aprilia      | 20   | +0.557    | 2       | 20    |
| 3   | 36 | Mika Kallio         | Red Bull KTM               | KTM          | 20   | +1.029    | 4       | 16    |
| 4   | 6  | Alex Debón          | Lotus Aprilia              | Aprilia      | 20   | +1.418    | 1       | 13    |
| 5   | 72 | Yūki Takahashi      | JiR Team Scot              | Honda        | 20   | +12.944   | 7       | 11    |
| 6   | 19 | Álvaro Bautista     | Mapfre Aspar               | Aprilia      | 20   | +14.480   | 3       | 10    |
| 7   | 17 | Karel Abraham       | Cardion AB Motoracing      | Aprilia      | 20   | +16.721   | 11      | 9     |
| 8   | 15 | Roberto Locatelli   | Metis Gilera               | Gilera       | 20   | +18.987   | 9       | 8     |
| 9   | 41 | Aleix Espargaró     | Lotus Aprilia              | Aprilia      | 20   | +32.232   | 8       | 7     |
| 10  | 55 | Héctor Faubel       | Mapfre Aspar               | Aprilia      | 20   | +41.102   | 15      | 6     |
| 11  | 60 | Julián Simón        | Repsol KTM                 | KTM          | 20   | +41.457   | 14      | 5     |
| 12  | 32 | Fabrizio Lai        | Campetella Racing          | Gilera       | 20   | +41.694   | 13      | 4     |
| 13  | 14 | Ratthapark Wilairot | Thai Honda PTT SAG         | Honda        | 20   | +43.192   | 19      | 3     |
| 14  | 54 | Manuel Poggiali     | Campetella Racing          | Gilera       | 20   | +44.228   | 18      | 2     |
| 15  | 12 | Thomas Lüthi        | Emmi - Caffe Latte         | Aprilia      | 20   | +48.760   | 10      | 1     |
| 16  | 4  | Hiroshi Aoyama      | Red Bull KTM               | KTM          | 20   | +1:11.031 | 12      |       |
| 17  | 45 | Doni Tata Pradita   | Yamaha Pertamina Indonesia | Yamaha       | 20   | +2:05.461 | 23      |       |

### Ritirati
| Nº | Pilota           | Squadra         | Motocicletta | Giri | Griglia |
| -- | ---------------- | --------------- | ------------ | ---- | ------- |
| 25 | Alex Baldolini   | Matteoni Racing | Aprilia      | 14   | 17      |
| 52 | Lukáš Pešek      | Auto Kelly - CP | Aprilia      | 12   | 16      |
| 58 | Marco Simoncelli | Metis Gilera    | Gilera       | 7    | 6       |
| 10 | Imre Tóth        | Toth Aprilia    | Aprilia      | 4    | 22      |
| 43 | Manuel Hernández | Blusens Aprilia | Aprilia      | 0    | 21      |
| 50 | Eugene Laverty   | Blusens Aprilia | Aprilia      | 0    | 20      |

## Classe 125

### Arrivati al traguardo
| Pos | Nº | Pilota             | Squadra                   | Motocicletta | Giri | Tempo     | Griglia | Punti |
| --- | -- | ------------------ | ------------------------- | ------------ | ---- | --------- | ------- | ----- |
| 1   | 33 | Sergio Gadea       | Bancaja Aspar             | Aprilia      | 18   | 38:09.444 | 8       | 25    |
| 2   | 6  | Joan Olivé         | Belson Derbi              | Derbi        | 18   | +0.932    | 9       | 20    |
| 3   | 17 | Stefan Bradl       | Grizzly Gas Kiefer Racing | Aprilia      | 18   | +1.660    | 15      | 16    |
| 4   | 63 | Mike Di Meglio     | Ajo Motorsport            | Derbi        | 18   | +1.771    | 3       | 13    |
| 5   | 45 | Scott Redding      | Blusens Aprilia Junior    | Aprilia      | 18   | +1.819    | 4       | 11    |
| 6   | 99 | Danny Webb         | Degraaf Grand Prix        | Aprilia      | 18   | +7.689    | 5       | 10    |
| 7   | 24 | Simone Corsi       | Jack & Jones WRB          | Aprilia      | 18   | +8.684    | 10      | 9     |
| 8   | 44 | Pol Espargaró      | Belson Derbi              | Derbi        | 18   | +8.693    | 18      | 8     |
| 9   | 7  | Efrén Vázquez      | Blusens Aprilia Junior    | Aprilia      | 18   | +9.054    | 19      | 7     |
| 10  | 18 | Nicolás Terol      | Jack & Jones WRB          | Aprilia      | 18   | +10.902   | 7       | 6     |
| 11  | 11 | Sandro Cortese     | Emmi - Caffe Latte        | Aprilia      | 18   | +10.945   | 13      | 5     |
| 12  | 1  | Gábor Talmácsi     | Bancaja Aspar             | Aprilia      | 18   | +12.618   | 2       | 4     |
| 13  | 27 | Stefano Bianco     | S3+ WTR San Marino        | Aprilia      | 18   | +12.709   | 12      | 3     |
| 14  | 29 | Andrea Iannone     | I.C. Team                 | Aprilia      | 18   | +20.086   | 17      | 2     |
| 15  | 60 | Michael Ranseder   | I.C. Team                 | Aprilia      | 18   | +23.575   | 22      | 1     |
| 16  | 38 | Bradley Smith      | Polaris World             | Aprilia      | 18   | +23.890   | 1       |       |
| 17  | 77 | Dominique Aegerter | Ajo Motorsport            | Derbi        | 18   | +29.406   | 20      |       |
| 18  | 22 | Pablo Nieto        | Onde 2000 KTM             | KTM          | 18   | +32.891   | 16      |       |
| 19  | 73 | Takaaki Nakagami   | I.C. Team                 | Aprilia      | 18   | +33.346   | 23      |       |
| 20  | 30 | Pere Tutusaus      | Bancaja Aspar             | Aprilia      | 18   | +33.649   | 26      |       |
| 21  | 8  | Lorenzo Zanetti    | ISPA KTM Aran             | KTM          | 18   | +36.696   | 24      |       |
| 22  | 34 | Randy Krummenacher | Red Bull KTM              | KTM          | 18   | +36.754   | 25      |       |
| 23  | 21 | Robin Lässer       | Grizzly Gas Kiefer Racing | Aprilia      | 18   | +45.317   | 27      |       |
| 24  | 12 | Esteve Rabat       | Repsol KTM                | KTM          | 18   | +56.440   | 11      |       |
| 25  | 69 | Louis Rossi        | FFM Honda GP 125          | Honda        | 18   | +1:14.502 | 34      |       |

### Ritirati
| Nº | Pilota              | Squadra                   | Motocicletta | Giri | Griglia |
| -- | ------------------- | ------------------------- | ------------ | ---- | ------- |
| 35 | Raffaele De Rosa    | Onde 2000 KTM             | KTM          | 15   | 6       |
| 13 | Dino Lombardi       | BQR Blusens               | Aprilia      | 11   | 32      |
| 56 | Hugo van den Berg   | Degraaf Grand Prix        | Aprilia      | 10   | 29      |
| 71 | Tomoyoshi Koyama    | ISPA KTM Aran             | KTM          | 8    | 21      |
| 51 | Stevie Bonsey       | Degraaf Grand Prix        | Aprilia      | 5    | 14      |
| 16 | Jules Cluzel        | Loncin Racing             | Loncin       | 4    | 30      |
| 5  | Alexis Masbou       | Loncin Racing             | Loncin       | 1    | 28      |
| 19 | Roberto Lacalendola | Matteoni Racing           | Aprilia      | 1    | 33      |
| 95 | Robert Mureșan      | Grizzly Gas Kiefer Racing | Aprilia      | 0    | 31      |